# Ведеполь, Карл Ганс
Карл Ганс(Ханс) Ведеполь  (1925 —2016) — немецкий геохимик, профессором Геттингенского университета, с 1970 года — действительный член Геттингенской академии наук.

## Биография
С 1946 года изучал минералогию в Геттингене.  В 1951 году  получил докторскую степень, защитив диссертацию по геохимии цинка. В 1956 году он получил степень бакалавра в Геттингене по геохимии свинца. Стал первым профессором геохимии в Геттингене в 1964 году. Изучал химический состав континентальной коры, одним из редакторов Справочника по геохимии . С 1987 года он также занимается средневековым и античным стеклом из археологических находок. 
В 2005 году он стал почетным членом Немецкого минералогического общества , от которого он  получил медаль Авраама Готтлоба Вернера в 1996 году .